# Ingrid Sanai Buron
Ingrid Sanai Buron (...) è un'attrice e sceneggiatrice statunitense.

## Biografia
Buron ha preso la laurea di primo grado di teatro all'Università di Washington. È apparsa in numerosi stage commerciali, televisivi e cinematografici di successo.

## Filmografia

### Attrice

#### Cinema
- Gory Gory Hallelujah, regia di Sue Corcoran (2003)
- Police Beat, regia di Robinson Devor (2005)
- Perché te lo dice mamma (Because I Said So), regia di Michael Lehmann (2007)

##### Televisione
- The Night Shift – serie TV (2001-2003)
- La vita secondo Jim (According to Jim) – serie TV, episodio 4x04 (2004)
- Medical Investigation – serie TV, episodio 1x07 (2004)
- Squadra Med - Il coraggio delle donne (Strong Medicine) – serie TV, episodio 5x22 (2005)
- Prima o poi divorzio! (Yes, Dear) – serie TV, episodio 5x03 (2005)
- Jake in Progress – serie TV, episodio 1x08 (2005)
- Senza traccia (Without a Trace) – serie TV, episodio 4x24 (2006)
- Desperate Housewives – serie TV, episodio 3x08 (2006)
- The Game – serie TV, episodio 1x07 (2006)
- Una mamma per amica (Gilmore Girls) – serie TV, episodio 7x10 (2006)
- Dr. House - Medical Division (House M.D.) – serie TV, 4 episodi (2005-2007)
- The Unit – serie TV, 4 episodi (2006-2007)
- Prison Break – serie TV, episodio 4x05 (2008)
- Rita Rocks – serie TV, episodio 1x09 (2008)
- Operating Instructions, regia di Andy Tennant – film TV (2009)
- No Ordinary Family – serie TV, episodio 1x01 (2010)
- An Unlikely Insurgency – miniserie TV, 3 puntate (2019-2020)
- Manly Men of the Mountains, regia di David L. Anderson – film TV (2022)